# Torngat-Mountains-Nationalpark
Der Nationalpark Torngatberge bzw. Torngat Mountains National Park (englisch Torngat Mountains National Park of Canada, französisch Parc national du Canada des Monts-Torngat) ist einer der vier Nationalparks in Kanadas Provinz Neufundland und Labrador. Die Aufgabe des erst 2005 gegründeten, im äußersten Norden der Provinz gelegenen Gebiets, besteht darin, einen repräsentativen Teil der Gebirgslandschaft Nord-Labradors zu schützen. Dies geschieht in Verhandlungen mit den Inuit von Nunatsiavut, einer autonomen Region in der Provinz.
Mit einer Höhe von 1652 m ist der im südlichen Parkbereich, unmittelbar an der Grenze zur Provinz Québec, gelegene Mount Caubvick der höchste Punkt im Park.
Die Parkgrenzen erstrecken sich von Killiniq Island rund 240 km südwärts bis zum Saglek-Fjord.

## Name
Der Name des Parks leitet sich von dem Wort „Tongait“ ab. Dieses Wort aus der Sprache der Inuit, dem Inuktitut, bedeutet „von Geistern bewohnter Ort“ oder „Ort der Geister“. Gleichzeitig leitet sich auch der Name der Torngatberge (englisch Torngat Mountains, französisch Monts Torngat) von diesem Wort ab.

## Flora und Fauna
Während im benachbarten Parc national Kuururjuaq noch ausgedehnte Wälder bestehen, liegt der Torngat jenseits der Waldgrenze. Sieht man von Schwarz-Fichten ab finden sich hier keine Bäume mehr. 330 Gefäßpflanzen wurden erfasst, sowie 220 weitere Pflanzen. 
Im Park leben Waldland-Karibus (Rangifer tarandus caribou) in zwei Herden, der Monts-Targat-Herde und der George-Fluss-Herde, die ihren Namen vom Rivière George herleitet. Im Park leben Wölfe, Eis- und Schwarzbären, Füchse und Polarfüchse sowie deren Nahrung wie Wühlmäuse, Lemminge und Polarhasen (Lepus arcticus). 
In den Fjorden finden sich Zwergwale, der Finnwal und der Buckelwal. Neben dem Seehund finden sich Sattelrobbe, Ringelrobbe und Mützenrobbe.
Das Alpenschneehuhn findet sich im Park, dort nisten zudem Kragen- und Spatelente, aber auch Sumpfohreule und Wanderfalke.

## Geschichte
1998 entstand mit der Nunavik Tourism Association der erste Tourismusverband der Inuit. Sie setzte eine jährliche Moschusochsenjagd durch, hinzu kamen Möglichkeiten zum Rafting, Klettern und Mountainbikefahren. 2005 wurde der Park gegründet. Innerhalb des Parks ist es nur den Inuit erlaubt, zum Schutz vor Bären Waffen zu tragen. Biwaks sind gegen diese mit einem bear fence zu sichern und Sicherungsmittel sind mitzunehmen. Zwischen 2009 und 2012 besuchten etwa 500 Touristen pro Jahr den abgelegenen Park, womit sie für die sehr kleine Zahl der Bewohner des Gebietes ein bedeutender ökonomischer und kultureller Faktor geworden sind, zumal dabei Arbeitsplätze entstanden sind, wie etwa im Visitor Centre. Zudem wird der Park von den Indigenen gemanagt.
2014 wurde im Bereich des Parks ein Gebiet zur National Historic Site of Canada erklärt. In diesem Bereich wurde in der Zeit von 3000 v.Chr bis 1500 n. Chr. Ramah Chert abgebaut. Der unverwechselbare und wichtige Steintyp wurde von mehreren alten Kulturen des Nordostens für die Herstellung von Werkzeugen und anderen Objekten verwendet. Ramah Chert war der am weitesten verbreitete Werkzeugstein der im kanadischen Nordosten bekannt war und er war die Basis für Fernverkehrsnetze, die sich über das östlichste Kanada und nach Neuengland erstreckten.